# Кадино, Жан Даниэль
Жан Даниэль Кадино (10 февраля 1944, Париж — 23 апреля 2008, там же) — французский фотограф, затем режиссёр и продюсер гей-порно, лауреат премии AVN Awards за лучшую режиссуру гей-видео в 1992 году.
Жан Кадино родился в оккупированном немцами Париже, на Монмартре, в семье портных.
Будучи подростком, Кадино, как уроженец Монмартра, мечтал стать художником. В 17 лет из-за конфликта с родителями сбежал из дому. В начале 1960-х годов учился в Школе искусств и ремёсел и Национальной школе фотографии.
Вскоре Кадино начал делать эротические фотографии гомосексуального характера. Фотографии стали успешно издаваться и продаваться, к 1978 году Кадино опубликовал 17 фотоальбомов, тиражом более 170 000 экземпляров.
В том же году он основал свою собственную кинокомпанию для производства гей-порно. Характерной чертой творчества Кадино были реализм, значительная доля импровизации в игре актёров и повышенное внимание к сюжету. За следующие двадцать лет Кадино снял 54 фильма.
Кадино умер в 2008 году и был похоронен на Монмартре. Его кинокомпания существовала до 2013 года, когда была продана StudioPresse и PinkTv вместе с правами на фильмы.